# Gonomyia (Leiponeura) thambaroo
Gonomyia (Leiponeura) thambaroo is een tweevleugelige uit de familie steltmuggen (Limoniidae). De soort komt voor in het Australaziatisch gebied.